# Liste der pakistanischen Botschafter in den Vereinigten Staaten

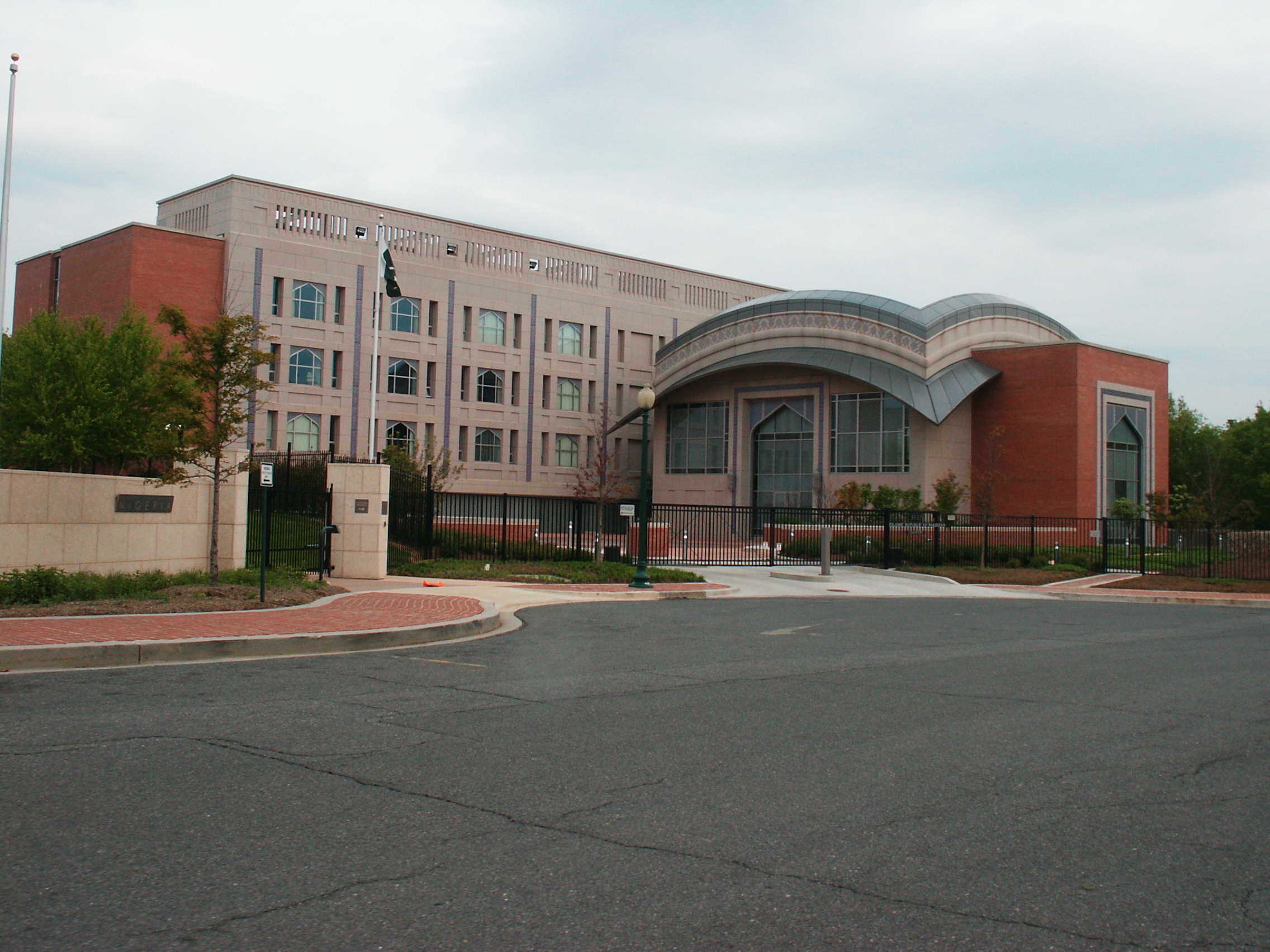
Die pakistanische Botschaft befindet sich an der 3517 International Court NW, in Washington, D.C.

| Ernannt       | Akkreditiert  | Name                         | Bemerkungen | ernannt von              | akkreditiert bei     | Posten verlassen |
| ------------- | ------------- | ---------------------------- | --- | ------------------------ | -------------------- | ---------------- |
| 28. Aug. 1947 |               | Osman Ali Baig               | Geschäftsträger M. O. A. Baig (* 9. Januar 1904 in Bombay) Sohn von Allia (Ali Abdullah) und Sir Abbas Ali studierte am Clifton College, Bristol, und am Royal Military Academy Sandhurst, trat 1928 in den Indian Foreign and Political Service, war Kolonialbeamter in verschiedenen Provinzen von Britisch-Indien 1943 Generalkonsul in Goa, 1955–1956: High Commissioner in Ottawa, Jan. 1959–1961: Generalsekretär der Central Treaty Organization, Botschaft eröffnet | Muhammad Ali Jinnah      | Harry S. Truman      |                  |
| 3. Okt. 1947  | 8. Okt. 1947  | Abol Hassan Ispahani         | Mirza Abol Hassan Ispahani | Muhammad Ali Jinnah      | Harry S. Truman      | 8. Feb. 1952     |
| 13. Feb. 1952 | 27. Feb. 1952 | Muhammad Ali Bogra           | | Ghulam Muhammad          | Harry S. Truman      | 16. Apr. 1953    |
| 10. Apr. 1953 |               | M. Shafqat                   | Geschäftsträger | Ghulam Muhammad          | Dwight D. Eisenhower |                  |
| 11. Sep. 1953 | 26. Sep. 1953 | Amjad Ali (Beamter)          | Syed Amjad Ali | Ghulam Muhammad          | Dwight D. Eisenhower | 27. Sep. 1955    |
| 14. Okt. 1955 | 8. Nov. 1955  | Muhammad Ali Bogra           | | Iskander Mirza           | Dwight D. Eisenhower | März 1959        |
| 18. März 1959 | 23. März 1959 | Aziz Ahmed                   | | Muhammed Ayub Khan       | Dwight D. Eisenhower | 10. Juli 1963    |
| 25. Juli 1963 | 13. Aug. 1963 | Ghulam Ahmed                 | | Muhammed Ayub Khan       | Lyndon B. Johnson    | 15. Sep. 1966    |
| 31. Okt. 1966 | 4. Nov. 1966  | Agha Hilaly                  | | 20. Okt. 1971            | Lyndon B. Johnson    |                  |
| 3. Nov. 1971  | 6. Dez. 1971  | Nawabzada Agha Mohammad Raza | Generalleutnant | Zulfikar Ali Bhutto      | Richard Nixon        | 22. Apr. 1972    |
| 28. Apr. 1972 | 15. Mai 1972  | Sultan Mohammad Khan         | | Zulfikar Ali Bhutto      | Richard Nixon        | 8. Dez. 1973     |
| 21. Dez. 1973 | 1. Feb. 1974  | Sahabzada Yaqub Khan         | Generalleutnant | Fazal Ilahi Chaudhry     | Richard Nixon        | 3. Jan. 1979     |
| 3. Jan. 1979  |               | Hayat Mehdif                 | Geschäftsträger | Mohammed Zia-ul-Haq      | Jimmy Carter         |                  |
| 16. Jan. 1979 | 26. Jan. 1979 | Sultan Muhammad Khan         | | Mohammed Zia-ul-Haq      | Jimmy Carter         | 31. Dez. 1980    |
| 31. Dez. 1980 |               | Najmuddin A. Shaikh          | Geschäftsträger | Mohammed Zia-ul-Haq      | Jimmy Carter         |                  |
| 7. Juli 1981  | 21. Sep. 1981 | Ejaz Azim                    | Generalleutnant | Mohammed Zia-ul-Haq      | Ronald Reagan        | 15. Sep. 1986    |
| 18. Sep. 1986 | 24. Nov. 1986 | Jamsheed Marker              | Jamsheed K.A. Marker | Mohammed Zia-ul-Haq      | Ronald Reagan        | 30. Juni 1989    |
| 14. Juli 1989 | 3. Aug. 1989  | Zulfiqar Ali Khan            | Luftmarschall ذوالفقار علی خان | Ghulam Ishaq Khan        | George H. W. Bush    | 15. Sep. 1990    |
| 18. Okt. 1990 | 17. Dez. 1990 | Najmuddin Shaikh             | Najmuddin A. Shaikh | Ghulam Ishaq Khan        | George H. W. Bush    | 22. Nov. 1991    |
| 29. Nov. 1991 | 11. März 1992 | Abida Hussain                | Syeda Abida Hussain | Ghulam Ishaq Khan        | George H. W. Bush    | 22. Apr. 1991    |
| 24. Jan. 1994 | 14. Feb. 1994 | Maliha Lodhi                 | | Faruk Ahmad Khan Leghari | Bill Clinton         | 30. Jan. 1997    |
| 21. März 1997 | 14. Mai 1997  | Riaz Khokhar                 | Riaz Kussain Khokhar | Wasim Sajjad             | Bill Clinton         | 7. Sep. 1999     |
| 14. Sep. 1999 |               | Tariq Fatemi                 | Von Pervez Musharraf am 16. Oktober 1999 zurückberufen | Mohammed Rafiq Tarar     | Bill Clinton         | 16. Dez. 1999    |
| 17. Dez. 1999 | 3. Feb. 2000  | Maliha Lodhi                 | | Mohammed Rafiq Tarar     | Bill Clinton         | 4. Aug. 2002     |
| 21. Aug. 2002 | 25. Sep. 2002 | Ashraf Qazi                  | Ashraf Jehangir Qazi | Pervez Musharraf         | George W. Bush       | 6. Aug. 2004     |
| 17. Nov. 2004 |               | Jehangir Karamat             | General} | Pervez Musharraf         | George W. Bush       | 3. Juni 2006     |
| 5. Juni 2006  |               | Muhammad Asad Durrani        | | Pervez Musharraf         | George W. Bush       | 9. Mai 2008      |
| 30. Mai 2008  | 6. Juni 2008  | Hussein Haqqani              | | Asif Ali Zardari         | George W. Bush       | 22. Nov. 2011    |
| 7. Jan. 2012  | 18. Jan. 2012 | Sherry Rehman                | Botschafterin | Asif Ali Zardari         | Barack Obama         | 19. Mai 2013     |
| 2013          |               | Asad Majeed Khan             | Geschäftsträger | Asif Ali Zardari         | Barack Obama         |                  |